# Seguidor de punto de máxima potencia
El seguidor de punto de máxima potencia (MPPT por sus siglas en inglés Maximum Power Point Tracking), a veces denominado seguidor de punto de potencia (PPT de Power Point Tracking), es una técnica utilizada generalmente con sistemas de turbinas eólicas y fotovoltaicos (PV) para maximizar la extracción de potencia en todas las  condiciones.
Aunque la potencia solar esté principalmente cubierta, el principio se aplica generalmente a fuentes con potencia variable: por ejemplo, transmisión de potencia óptica y termofotovoltaica.
Los sistemas FV  existen en muchas configuraciones diferentes, respecto a su relación con invertores, redes externas, bancos de batería u otras cargas eléctricas. Con independencia del destino definitivo de la electricidad solar, aun así, el problema central solucionado por los MPPT es que la eficacia de transferencia de electricidad  de la célula solar depende tanto de la cantidad del sol que cae en los tableros o paneles solares, como de las características eléctricas de la carga. Cuando la cantidad de sol varía, la característica de carga que da la eficacia de transferencia de electricidad más alta cambia, de modo que la eficacia del sistema está optimizada cuándo la característica de carga cambia para mantener la transferencia de energía a la eficacia más alta. Esta característica de carga se denomina punto de potencia máxima (MPP) y MPPT es el proceso de encontrar este punto y mantener la característica de carga allí. Los circuitos eléctricos pueden ser diseñados para presentar cargas arbitrarias a las células fotovoltaicas y entonces convertir el voltaje, corriente, o frecuencia para adaptarse a otros dispositivos o sistemas, y MPPT soluciona el problema de escoger la carga mejor para ser presentada a las células para conseguir el poder más utilizable que se pueda producir.
Las células solares tienen una relación compleja entre temperatura y resistencia total, que produce un resultado no lineal de eficacia, que puede ser analizado basándose en la curva I-V. Es el propósito  del sistema MPPT muestrear la producción de las células PV y aplicar la resistencia apropiada (carga) para obtener la potencia máxima para cualesquier condiciones medioambientales dadas. Los dispositivos MPPT se integran  típicamente en un sistema convertidor de potencia eléctrica que proporciona conversión de tensión o corriente, filtrado, y control para conducir varias cargas, incluyendo redes eléctricas, baterías, vehículos eléctricos o motores.
- Los inversores solares convierten la electricidad de CA y pueden incorporar MPPT: tales inversores muestrean la electricidad de salida (I-V curva) de los módulos solares y aplican la resistencia apropiada (carga) con objeto de obtener la potencia máxima.
- La potencia MPP (Pmpp) es el producto de la tensión MPP (Vmpp) y la intensidad de corriente MPP (Impp).

Actualmente se pueden encontrar reguladores MPPT para sistemas eólicos y fotovoltaicos en muchos sitios ya preparados para distintas potencias